# Списък на генералите в Третия райх
Това е списък на офицерите с висши офицерски звания (генералите от германския Вермахт, подредени в азбучен ред на фамилните им имена с техните последни военни звания и годината на получаването им (от 1931 до 1945).
В Третия райх висшите офицерски звания са:
- Сухопътните войски:
  - генерал-майор,
  - генерал-лейтенант
  - генерал от съответния род войски (пехота, кавалерия, артилерия и т.н.)
  - генерал-полковник и
  - фелдмаршал (или генерал-фелдмаршал)

## Списък

### A
• Ерих Абергер

• Ерих Абрахам

• Александър Абт

• Курт Адам

• Карл Айбл

• Хавер Адлхох

• Ернст Адолф

• Конрад фон Алберти

• Едуард Алдриан

• Карл Алмендингер

• Георг фон Алтен

• Ханс-Хенинг фон Алтен

• Ото Аман

• Карл фон Амон

• Карл Улрих Паул Андрес

• Карл Андре

• Максимилиан де Ангелис

• Гюнтер Ангерн

• Курт Ангер

• Ханс Адолф Аренстоф

• Ханс-Юрген фон Арним

• Хари фон Анрим

• Карл Арнинг

• Едгар Арнт

• Карл Арнт

• Карл Арнолд

• Вилхелм Арнолд

• Оскар Аудьорш

• Хелге Аулеб

• Хубертус фон Аулок

• Ханс фон Ахлфен

• Перци фон Ашеберг

• Хайнрих Ашенбрант

### Б
• Ернст-Гюнтер Баде

• Паул Бадер

• Курт Бадински

• Фриц Байерлайн

• Ханс-Улрих Бак

• Херман Балк

• Франц Баркхаузен

• Дитер фон Бьом-Безинг

• Ойген Бейер

• Франц Бейер

• Франц Беке

• Карл Бекер

• Фриц Бекер

• Вилхелм Берлин

• Йоханес Беслер

• Ханс Бехлендорф

• Бруно Билер

• Херман Блак

• Йоханес Бласковиц

• Йоханес Блок

• Вернер фон Бломберг

• Гюнтер Блументрит

• Ерпо фон Боденхаузен

• Макс Бок

• Федор фон Бок

• Валтер фон Болтенщерн

• Вилибалд Боровиц

• Валтер Боч

• Ханс Брабендер

• Ерих Бранденбергер

• Херман Брайт

• Валтер фон Браухич

• Курт фон Бризен

• Фридрих фон Броих

• Вилхелм Бургдорф

• Теодор Бусе

• Ернст Буш

• Карл Бюловиус

• Рудолф фон Бюнау

• Ехренфрид Бьоге

• Херберт Бьокман

• Ханс Бьолсен

• Франц Бьоме

• Карл Бьотхер

### В
• Максимилиан фон Вайкс

• Валтер Вайс

• Валтер Варлимонт

• Валтер Венк

• Зигфрид Вещфал

• Фридрих Визе

• Мауриц фон Викторин

• Аугуст Винтер

• Венд фон Витерсхайм

• Густав фон Витерсхайм

• Ервин фон Вицлебен

• Алберт Водриг

• Ото Вьолер

### Г
• Хайнрих фон Гафрон

• Фриц-Хуберт Гресер

• Ернст-Анотн фон Крозиг

• Освин Гролиг

• Хайнц Гудериан

### Д
• Карл Декер

• Ханс-Йоахим Декерт

• Рудолф Деме

• Валтер Денкерт

• Едуард Дитл

• Фридрих Долман

• Антон Дощлер

### Е
• Хайнрих Ебербах

• Карл Еглзер

• Максимилиан фон Еделсхайм

• Харалд фон Елверфелт

• Гюнтер фон Екворд

• Курт фон Хамерщайн-Екворд

• Вилибалд фон Ерленкамп

• Едуард фон Бьом-Ермоли

• Рудолф Кох-Ерпах

• Фридолин Зенгер унд Етерлин

### З
• Ханс фон Залмут

• Дитрих фон Заукен

• Александер Зефел

### Й
• Ервин Йенеке

• Алфред Йодл

• Фердинанд Йодл

• Ханс Йордан

### К
• Вилхелм Кайтел

• Леонхард Каупиш

• Курт фон дер Кевалери

• Вернер Кемпф

• Фридрих фон Кирхензитенбах

• Евалд фон Клайст

• Улрих Клеман

• Филип Клефел

• Волфганг фон Клуге

• Гюнтер фон Клуге

• Ерих-Хайнрих Кльоснер

• Ото фон Кнобелсдорф

• Ричард Кол

• Рудолф Конрад

• Ото Корфес

• Едуард Краземан

• Ханс Крайзинг

• Ханс Крамер

• Валтер Краусе

• Ханс Кребс

• Карл Крибел

• Вилхелм Кризоли

• Лудвиг Крювел

• Валтер Крюгер

• Курт Куно

• Валтер Кунце

• Адолф Кунцен

• Валтер фон Зайдлиц-Курцбак

• Фридрих Кьохлинг

• Карл Кьоц

• Ернест Кьощринг

• Лудвиг Кюблер

• Георг фон Кюхлер

### Л
• Ернст фон Лайзер

• Хуберт Ланц

• Ото Лаш

• Паул Лаукс

• Майнрад фон Лаухерт

• Емил Лееб

• Вилхелм фон Лееб

• Йоахим Лемелсен

• Ханс фон Бойнебург-Ленгсфелд

• Курт фон Либенщайн

• Курт Либман

• Георг Линдеман

• Вилхелм Лист

• Валтер Лихел

• Херберт Лохт

• Валтер Лухт

• Волрат Любе

• Ерих Людке

• Смило фон Лютвиц

• Хайнрих фон Лютвиц

• Курт-Юрген фон Люцов

### М
• Еберхард фон Макензен

• Ерих фон Манщайн

• Хасо фон Мантойфел

• Вернер Маркс

• Ерих Маркс

• Франц Матенклот

• Фридрих Матерна

• Роберт Мартинек

• Герхард Мацки

• Валтер Модел

• Оскар Мунцел

• Фридрих-Вилхелм Мюлер

### Н
• Валтер Неринг

• Херман Нихоф

• Фердинанд Нойлинг

### О
• Ханс фон Обстфелдер

• Фридрих Олбрихт

### П
• Хелмут Панвиц

• Фридрих Паулс

• Алберт Праун

### Р
• Херман Райнеке

• Георг-Ханс Райнхарт

• Валтер фон Райхенау

• Зигфрид Расп

• Ерхард Раус

• Ото Ернст Ремер

• Лотар Рендулич

• Карл Роденбур

• Ервин Ромел

• Герд фон Рундщет

• Рихард Руоф

• Едгар Рьохрихт

• Курт Рьопке

• Ханс Рьотигер

### С
• Йохан Синхубер

• Георг фон Соденщерн

### Т
• Едгар Тайсен

• Курт фон Типелскирх

• Вилхелм фон Тома

• Рудолф Тоусаинт

### Ф
• Карл Фабиунке

• Рудолф Файел

• Николаус фон Фалкенхорст

• Ханс фон Фалкенщайн

• Ернст-Феликс Факенщет

• Ханс-Густав Фелбер

• Густав фон Ферст

• Хайнрих фон Фитингхоф

• Ерих фон Флотов

• Херман Фльорке

• Вилхелм Фокс

• Йозеф Фолтман

• Николаус фон Форман

• Алфонс Фонк

• Вернер Форст

• Йохан Фортнер

• Ханс-Йохайм Фоуквует

• Едгар Форщер

• Курт Форщер

• Фридрих Фьорч

• Херман Фьорч

• Йоханес Фрайе

• Валтер Фрайтаг

• Фридрих Франек

• Херман Франке

• Бруно Франкевиц

• Бото фон Франциус

• Франц Францов

• Макс Фремерай

• Херман Френкинг

• Максимилиан Фретер-Пицо

• Ото Фретер-Пицо

• Лотар Фреутел

• Йоханес Фриснер

• Фридрих Фром

• Вилфрид Фьолш

• Зигмунд Фьорщер

• Ото-Вилхелм Фьорщер

• Макс Фьохренбах

### Х
• Рудоф Хабенихт

• Франц Хабихт

• Готард Хайнрици

• Валтер Хайц

• Волф Хагеман

• Оскар фон дем Хаген

• Хайнрих фон дем Хаген

• Аугуст Хагл

• Вернер Хак

• Франц Халдер

• Ханс Халке

• Ханс Халм

• Валтер Хам

• Адолф Хаман

• Херман фон Ханекен

• Кристиан Хансен

• Ерик Хансен

• Карл Хансен

• Отомар Хансер

• Ханс фон Ханщайн

• Ернст Хамер

• Ханс Хамер

• Ерих Хампе

• Йоханес Хан

• Ханс Хане

• Йоханес Харде

• Херман Харендорф

• Густаф Хартенек

• Макс фон Хартлиб

• Александер фон Хартман

• Валтер Хартман

• Мартин Хартман

• Ото Хартман

• Йозеф Харпе

• Франц Хас

• Конрад Хасе

• Курт Хасе

• Паул фон Хасе

• Ернст Хациус

• Георг Хахтел

• Ернст Хекел

• Курт Хелинг

• Паул Хелинг

• Хайнц Хелмих

• Зигфрид Хенике

• Херман Хенике

• Траугот Хер

• Георг Хеублайн

• Карл Хилперт

• Ото Хицфелд

• Карл-Адолф Холит

• Дитрих фон Холтиц

• Фридрих Хосбах

• Херман Хот

• Ханс-Валентин Хубе

• Алфред фон Хубицки

• Ерих Хьопнер

### Ц
• Курт Цайцлер

• Алойс Цан

• Густав-Адолф фон Цанген

• Хайнц Циглер

### Ш
• Фердинанд Шал

• Лео Гайр фон Швепенбург

• Ханс Шлемер

• Карл-Вилхелм фон Шлибен

• Фриц Шлипер

• Рудолф Шмит

• Ханс Шмит

• Ойген фон Шоберт

• Ханс Шпайдел

• Фридрих Шулц

• Хенинг Шьонфелд

• Фердинанд Шьорнер

### Щ
• Йоханес Щрайх

• Ерих Щраубе

• Адолф Щраус

• Йохан Щевер

• Карл Щекер

• Георг Щуме

• Карл-Хайнрих фон Щюлпнагел

### Я
• Алфред Якоб

• Георг Яуер